# Актюбінський фосфоритоносний басейн
Актюбінський фосфоритоносний басейн — розташований у Казахстані.
Включає Чилісайське, Покровське та Алгінське родовища.
Простягається на 400 км. Ширина 60-80 км. Площа 25–30 тис. км².
В Актюбінському фосфоритоносному басейні розвинуті фосфорити жовнового типу. Загальні запаси А.ф.б. 700 млн т Р2O5.
Усі запаси придатні для відкритого видобутку.